# Max Vogler
Max Vogler (narozen 13. června 1854 v Lunzenau, zemřel 8. října 1889 v Lunzenau) německý lyrik, beletrista, ale také literární kritik a historik.

## Biografie
Max Vogler pocházel z kupecké rodiny. Navštěvoval učitelský seminář v německém městě Borna. V letech 1873-1876 se věnoval studiu. Studoval filologii, historii a filosofii na univerzitách v Curychu (zde byl žákem profesora Ludvíka Ettmüllera), Jeně a Berlíně.
Ovládal angličtinu, francouzštinu, ruštinu, ale také severské jazyky. Promoval v roce 1877.
Těsně po založení Německého císařství (1871) se věnoval tvorbě poezie a beletrie s proticírkevní tematikou. Ve svých dílech ostře kritizoval společnost. Pohyboval se někde mezi volnomyšlenkářstvím a sociální demokracií.
Kritizoval klíčící materializmus jako důsledek postupující industrializace. Vyzýval lidstvo, aby nezapomnělo na svůj původ a opravdové životní hodnoty.
Max Vogler nebyl pouze spisovatelem, ale působil také jako literární a hudební kritik. Zároveň je autorem též několika literárních a kulturněhistorických prací.
Žil a působil ve svém rodném městě, odkud přispíval do nejrůznějších novin.
Hojně si dopisoval s Wihelmem Liebknechtem.
Jeho nejznámější románem je Der Herr Kommenrzienrat.

### Próza
- Der Herr Kommerzienrat, 1883, Mnichov

- Im Dorf der Schmied, 1887, Lipsko

### Poezie
- Erste Blumen, 1876
- Nachtfrieden, 1876
- Lieder eines Gefangenen, 1876
- An die Natur. Eine Ode, 1887
- Menschenwert, 1889